# نورمن روسینگتون
نورمن روسینگتون (انگلیسی: Norman Rossington؛ ۲۴ دسامبر ۱۹۲۸ – ۲۱ مهٔ ۱۹۹۹) بازیگر اهل بریتانیا بود.
از فیلم‌ها یا برنامه‌های تلویزیونی که وی در آن نقش داشته است می‌توان به ماجراهای ژرار، ژان مقدس، شب‌زنده‌داری با بزن و بکوب، شنبه‌شب و صبح یکشنبه، اس‌اواس. تایتانیک و ماجراهای پورتلند بیل اشاره کرد.